# Копауе
Ко́пауе (ісп. Copahue; koˈpawe) — вулкан в горах Андах, в Південній Америці на кордоні Аргентини та Чилі.
Останнє виверження вулкана Копауе відбулося 22 грудня 2012 року. Тоді вулкан викидав зі свого жерла хмари газів і попелу, що досягали у висоту 1,5 км. З кінця травня 2013 року знову спостерігається активізація вулкана, що свідчить про можливість нового виверження. Тому з довколишньої місцевості евакуювали близько 3 тисяч осіб.